# Уханов, Константин Васильевич
Константин Васильевич Уханов (1891, Казань — 26 октября 1937) — советский государственный и партийный деятель. Репрессирован.

## Биография
Родился в 1891 году в Казани в семье грузчика. В возрасте 10 лет остался сиротой. Обучался в Майдаковской ремесленной мастерской Костромской губернии. Работал слесарем на различных заводах и фабриках. 
В 1907 году вступил в ВКП(б). Вёл партийную работу в Иваново-Вознесенске, Воронеже, Костроме, Петербурге, Нижегородской губернии; с 1915 в Москве на заводе «Динамо». Подвергался арестам и ссылкам. После Февральской революции 1917 года депутат Моссовета, был членом его Президиума, затем председателем Управы Симоновского района Москвы. В Октябрьские дни 1917 года член Симоновского военно-революционного комитета.
В годы Гражданской войны — председатель Рогожско-Симоновского райсовета города Москвы и член президиума Моссовета. Затем работал на заводе «Динамо» — сначала слесарём, потом «красным директором». 
В сентябре 1920 года после партийной конференции, на которой обсуждались привилегии партийной верхушки,  вместе с видным московским партийцем Ефимом Игнатовым и сотрудником аппарата ЦК М. Мурановым был включён в комиссию-тройку для проверки жилищных условий в Кремле:88.
Как способный организатор производства был выдвинут на пост председателя правления Государственного электротехнического треста. На XII съезде партии (1923) избран членом ЦК РКП(б).
- 17 мая 1926 — 23 сентября 1929 председатель исполкома Московского совета рабочих, крестьянских и красноармейских депутатов.
- 23 сентября 1929 — 28 февраля 1931 председатель исполкома Московского областного совета рабочих и крестьянских депутатов.

Руководил хозяйством столицы в заключительный период НЭПа и в начале индустриализации страны. Под его руководством развернулась широкомасштабная реконструкция столичной индустрии, в том числе таких заводов, как «Динамо», автозавод, «Серп и молот», имени Владимира Ильича. Создавались новые промышленные гиганты: Электрозавод, «Фрезер», ГПЗ-1 и другие.
Наряду с реальными достижениями в годы руководства Уханова началось массовое разрушение исторических памятников. Так, в 1927 году были разобраны Красные ворота. Проходило закрытие церквей и переоборудование их под хозяйственные нужды, шла ликвидация частно-кооперативных предприятий.
С 1932 года Уханов работал заместителем наркома снабжения СССР. С 1934 — нарком местной промышленности РСФСР.
Неоднократно избирался членом ВЦИК и ЦИК СССР, был членом их Президиума. В 1923—1937 годы член ЦК ВКП(б). Кандидат в члены Оргбюро ЦК 01.01.1926-26.06.1930.
Награждён орденом Ленина за перевыполнение производственного плана 1935 года по Народному комиссариату местной промышленности РСФСР и достигнутые успехи в деле организации производства и овладения техникой (17.1.1936).
В 1937 году расстрелян по обвинению в контрреволюционной деятельности. Реабилитирован в 1955 году.

## Оценки современников
«Уханова я знал хорошо. Это довольно хороший, интересный парень. Красивый, между прочим. Из рабочих, металлист, по-моему, он был с „Динамо“, революционер. Был председателем Московского Совета. С правыми связался».

## Семья
- Сын — Константин Константинович Чернов.
  - Внучка — Вера Константиновна Чернова.
  - Внук — Андрей Константинович Исаев, депутат государственной думы.